# 山本久男
山本久男（日语：／ Yamamoto Hisao，1946年7月21日—），日本男子标枪运动员，毕业于顺天堂大学。他曾获得1970年亚洲运动会男子标枪金牌。他也曾获得1967年夏季世界大学生运动会男子标枪铜牌。